# Мартін Гендфорд
Мартін Гендфорд (англ. Martin Handford; народився 27 вересня 1956) — британський дитячий письменник та ілюстратор із Лондона, який здобув всесвітню популярність у середині 1980-х років серією дитячих книг «Де Воллі?».

## Раннє життя
Народився в Лондоні, Гендфорд був єдиною дитиною в сім'ї розлучених батьків. Він почав малювати, коли йому було 4 або 5 років, а пізніше, будучи дитиною, почав робити фігурки з паличок на папері. Після школи, коли більшість інших дітей, яких він знав, виходили та гралися в ігри, він замість цього малював. На малювання таких фігур його надихнули класичні фільми та іграшкові солдатики, якими він грав у той час.
Ставши дорослим, Гендфорд три роки працював у страховому офісі компанії Crusader Insurance Company, щоб оплатити навчання в Університеті творчих мистецтв у Мейдстоні. Після закінчення навчання Мартін працював незалежним ілюстратором, який спеціалізувався на малюванні масових сцен для численних клієнтів.

## Кар'єра
У 1981 році Мартін Гендфорд створив обкладинку для альбому Magnets музичного гурту The Vapors. На обкладинці зображено сцену вбивства у формі ока.
У 1986 році його арт-директор Walker Books попросив Гендфорда намалювати персонажа з особливими рисами, щоб його зображення натовпу мали фокус. Після довгих роздумів він придумав «Воллі», мандрівника по світу та любителя подорожей у часі, який завжди одягається в червоно-біле. Під час більшості подорожей до Воллі приєднується його подруга Венда, яка носить одяг тих самих кольорів, що й Воллі, і злий персонаж на ім'я Одлоу, який одягається в жовто-чорне.
Гендфорд став знаменитістю завдяки успіху книг «Де Воллі?». Де Воллі? — товарний знак, що продається в 28 різних країнах. Починаючи з 1987 року Гендфорд випустив загалом сім «класичних» книг «Де Воллі?», але його персонаж був розгалужений на інші продукти, зокрема блокноти, подушки, плакати, відеоігри та багато інших. Був навіть синдикований комікс, а також два мультсеріали (один у 1991 році, інший у 2019 році; останній перейменовано на «Де Волдо», щоб задовольнити американську аудиторію).
Гендфорд заслужив репутацію методичного та старанного працівника: інколи йому потрібно було до восьми тижнів, щоб намалювати один двосторінковий ескіз «Воллі» та персонажів, які його оточують. Малюнки намальовані в тому ж масштабі, що й у книгах, і кожен розворот на 2 сторінки зазвичай містив від 300 до 500 фігур, причому Воллі часто є останнім персонажем, намальованим у натовпі.
Книги Де Воллі? були опубліковані у Великій Британії видавництвом Walker Books, а в Сполучених Штатах під назвою Where's Waldo? спочатку видавництвом Little, Brown and Company, а потім Candlewick Press (американська дочірня видавнича компанія Walker Books). Перші чотири видання спочатку були надруковані в Італії, але пізніше вони були перевидані в Китаї.
Фільм за мотивами « Де Воллі?» був запланований до зйомок у 2005 році компанією Nickelodeon Movies, але скасований через зміну керівництва в Paramount Pictures .
У 2007 році Гендфорд продав права на бренд «Де Воллі?» компанії Entertainment Rights Group, найбільшого у світі незалежного власника дитячих брендів. На цьому продажу Гендфорд заробив 2,5 мільйона фунтів.